# Nicolae Gazdovits
Nicolae Gazdovits (n. 7 mai 1931, Satu Mare) este un ofițer de transmisiuni în retragere și istoric român.
După absolvirea Școlii Medii Tehnice Metalurgice din Oradea, între anii 1949-1951 a activat în calitate de tehnician la uzinele Unio din Satu Mare.
În toamna anului 1951 intră în cadrul Forțelor Armate, absolvă Școala de Ofițeri de Transmisiuni, iar în anul 1957 Academia de Înalte Studii Militare în specialitate de stat major pentru trupele de transmisiuni. Între anii 1957-1979 a activat în cadrul statelor majore a diferitelor mari unități operative, precum și ca profesor la Institutul de Pregătire a Ofițerilor Superiori de Transmisiuni.
Este decorat cu două medalii și trei ordine militare. În anul 1979 este obligat să-și întrerupă activitatea militară.
Între anii 1979-1993 își continuă activitatea în calitate de inginer principal II la Institutul de Cercetări pentru Tehnica de Calcul din București.
În anul 1993 se pensionează. În calitate de pensionar își continuă activitatea ca Instructor Șef al Corpului Gardienilor Publici al Județului Ilfov.
În anul 1994 armata îl reabilitează. Este decorat cu ordinul Pro-Patria. Este membru fondator a Uniunii Muzeului Regimentului 48 Transmisiuni.
Între anii 1990-2007, despre armenii din Transilvania a scris și publicat peste 60 de articole și lucrări în diferite reviste și ziare în limbile română, maghiară, armeană și engleză; a ținut peste 20 de prelegeri la diferite forumuri interne și internaționale; a fost prezent de mai multe ori la televiziune; a făcut un fileu despre orașul armean Gherla; a publicat 4 cărți în limbile română și maghiară (una în calitate de coautor).

## Cărți publicate
- Istoria armenilor din Transilvania, de la începuturi pînă în anul 1900. Ed. Ararat, 1996. (Este prima carte în limba română, care tratează, pe larg, istoria armenilor din Transilvania);
- Az erdélyi örmények történetété. Ed. Bisericii Reformate din Cluj, 2000. (Cartea a apărut cu ocazia aniversării a 300 de ani de la fondarea orașului armean Gherla);
- Cultură și artă armenească la Gherla (Ed. bilingvă româno-armeană) (Texte de: Helmut Buschhausen, Livia Drăgoi, Nicolae Gazdovits; Cuvânt înainte de: Azaduhi Varduca-Horenian; Traducerea textelor în limba armeană: Siran Navruzian), 174 p. 23 planșe color, Editura Ararat, 2003, ISBN: 973-9310-90-7. (coautor);
- Az erdélyi örmények történeté. 445p., Ed. Kriterion, Cluj, 2006. (Este prima carte în limba maghiară, care tratează, pe larg, istoria armenilor din Transilvania). ISBN: 973-26-0823-4